# 圣山 (格拉纳达)

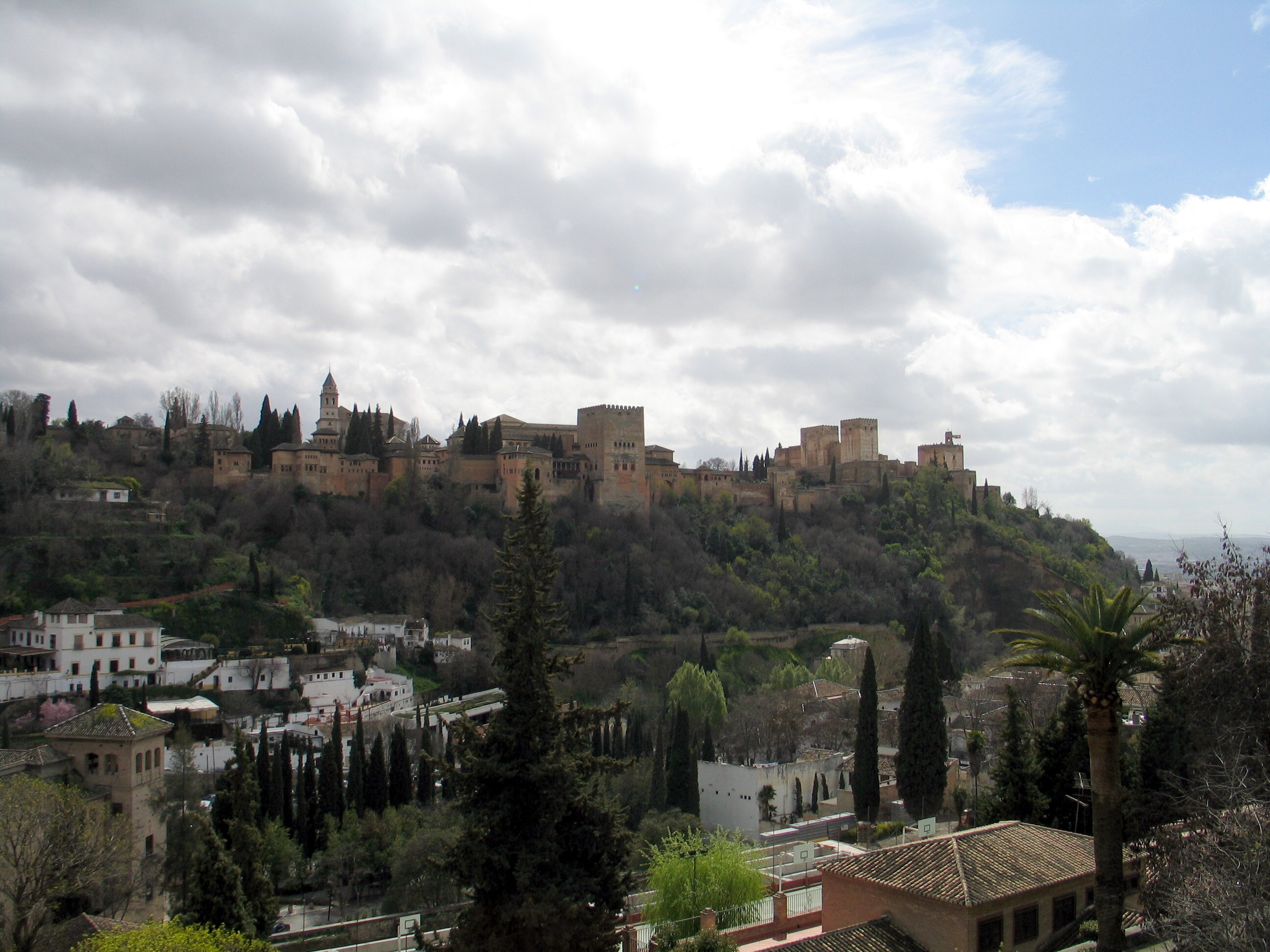
从圣山看阿尔罕布拉宫和阿尔拜辛区

圣山（Sacromonte）是西班牙格拉纳达的一个社区，得名于附近的圣山修道院，始建于1600年 在老城区以外的瓦尔帕莱索山坡上，下面是墓穴（古罗马时期为矿井）。
该山的山坡地带为该市传统的吉卜赛社区；每年2月1日之后的星期日，大批人群在此聚集，庆祝圣凯西略节，纪念该市的第一任主教和格拉纳达的主保圣人圣凯西略（Caecilius）。

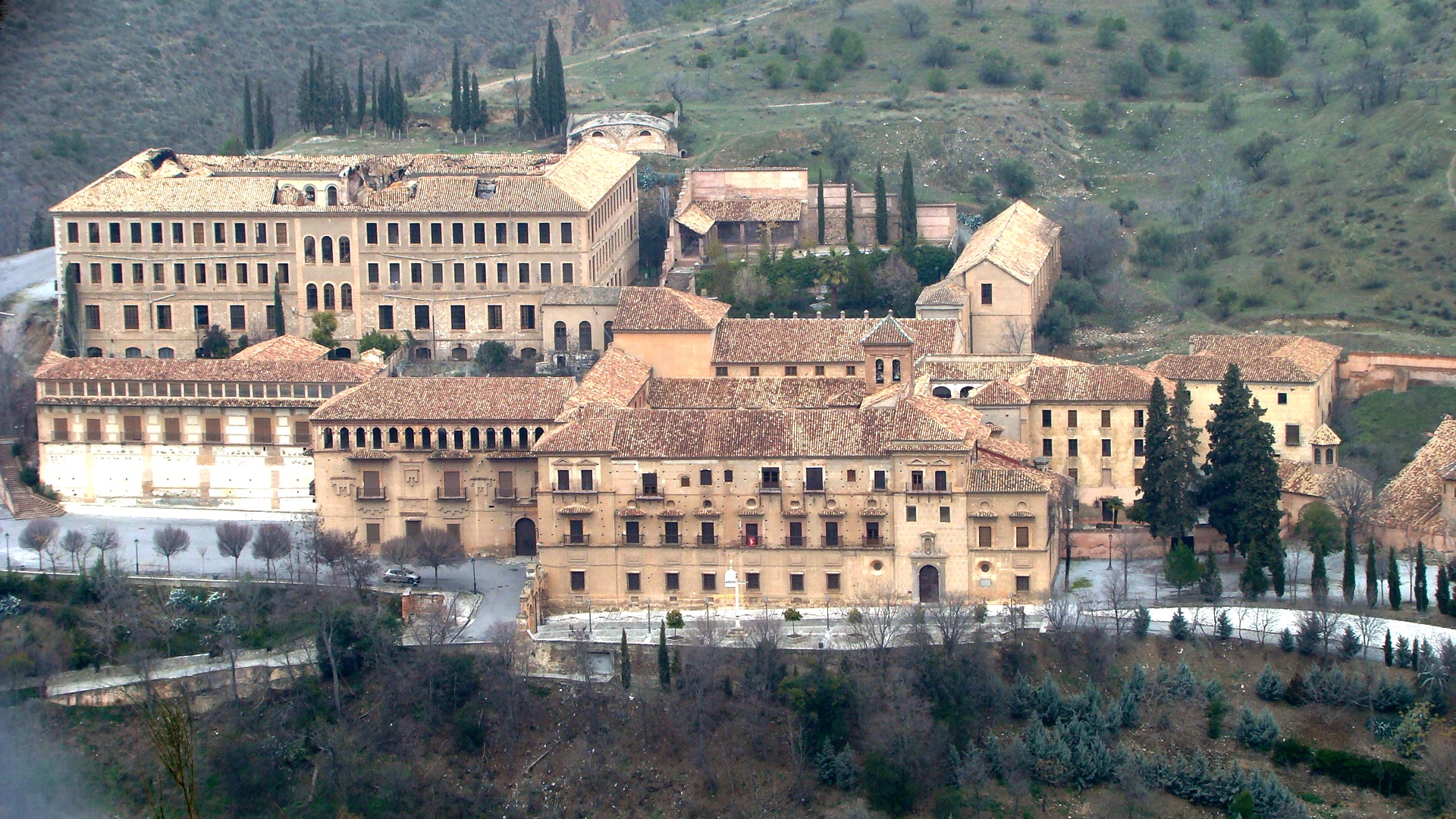
圣山修道院

传说墓穴是圣凯西略殉道的地点，修道院保存了圣凯西略和十一位其他圣人的圣髑和骨灰。据说与圣髑一同发现的还有铅书，但是随后正式判定为伪造。这些被称为圣山铅书。
在1568年摩尔人起义之后，格拉纳达的摩尔人被驱逐到西班牙其他地区，除了少数服役于皇家部队的可靠的摩尔人，允许留在紧邻瓦尔帕莱索的原来的摩尔人区阿尔拜辛区。到了19世纪，该地区居住了大量的吉卜赛人，他们在山坡的软岩上挖掘洞穴，建造自己的家园。该地区因弗拉门戈音乐和舞蹈变得出名，但在20世纪60年代的大洪水以及被迫疏散造成社区人口大幅减少。然而，自20世纪90年代初以来，该地区已经慢慢发展成为旅游景点，并作为一个吉卜赛文化的中心。